# Масова стрілянина в Арамоана
45°46′39″ пд. ш. 170°42′12″ сх. д. / 45.7775° пд. ш. 170.70333333333° сх. д.
Масова стрілянина в Арамоана (англ. Aramoana massacre) — масова стрілянина, яка відбулася 13 листопада 1990 року в маленькому приморському містечку Арамоана, на північний схід від Данідіна, Нова Зеландія. Після словесної суперечки зі своїм найближчим сусідом місцевий житель Девід Грей убив 13 чоловік, у тому числі сержанта місцевої поліції Стюарта Ґатрі, одного з перших, хто відповів на повідомлення про стрілянину. Після ретельних обшуків будинків наступного дня поліцейські на чолі з Антитерористичним загоном (нині Спеціальна Тактична Група) знайшли Грея й поранили його, коли він вийшов з дому й почав стріляти від стегна, вимагаючи, щоб його вбили. Грей помер у машині швидкої допомоги під час перевезення до лікарні. Телевізійні новини передавали прямий репортаж з місця події.
До стрілянини в мечетях Крайстчерча 29 років потому ця стрілянина була найсмертельнішою в історії Нової Зеландії. Після неї в 1992 році в новозеландське законодавство внесли радикальні зміни, зокрема було введено ліцензії на володіння зброї з фотографією терміном дії на 10 років та суворі обмеження на військову напівавтоматичну зброю.